# Champs-sur-Marne
Champs-sur-Marne – miejscowość i gmina we Francji, w regionie Île-de-France, w departamencie Sekwana i Marna.
Według danych na rok 1990 gminę zamieszkiwało 21 611 osób, a gęstość zaludnienia wynosiła 2940 osób/km² (wśród 1287 gmin regionu Île-de-France Champs-sur-Marne plasuje się na 132. miejscu pod względem liczby ludności, natomiast pod względem powierzchni na miejscu 527.).